# Enicoscolus brachycephalus
Enicoscolus brachycephalus är en tvåvingeart som beskrevs av Hardy 1961. Enicoscolus brachycephalus ingår i släktet Enicoscolus och familjen hårmyggor. Inga underarter finns listade i Catalogue of Life.